# Peter Schrøder
Peter Schrøder (født 13. juni 1946) er en dansk skuespiller, filminstruktør og teaterleder. Schrøder er uddannet som skuespiller på Statens Teaterskole i 1973 og fik sit gennembrud samme år i Niels Klims underjordiske Rejse på Gladsaxe Teater. Han fortsatte sin teaterkarriere ved Aalborg Teater, hvor han blandt andet spillede Prinsen i Der var engang og Henrik i Mascarade. Senere har han også spillet store roller på Det Kongelige Teater, Hvidovre Teater og Betty Nansen Teatret.

## Film og tv
Han har gjort sig bemærket i film som blandt andet Gummi-Tarzan (1981), Busters verden (1984),  Springflod (1990), Krummerne (1991), Hjælp - Min datter vil giftes (1993), At kende sandheden (2002), Dommeren (2005) og Kærestesorger (2009).
På tv har han blandt andet medvirket i serierne Een gang strømer..., Landsbyen, Flemming og Berit, Bryggeren, Madsen og Co. og senest i Dicte. Ligeledes er han også meget rost for satireprogrammet Den gode, den onde og den virk'li sjove, hvor han hver gang betonede "Det er fand'me uhyggeligt du".
Desuden har han medvirket i voksenjulekalenderen på TV2, Jul i den gamle trædemølle, hvor han spillede Flemming.

## Virke som instruktør
Schrøder har også arbejdet som instruktør: I 1993 instruerede han Hans Scherfigs roman Det forsømte forår, der solgte over 400.000 biografbilletter. I 1995 instruerede han Kun en pige, hvori Schrøder også har en birolle. I 1996 instruerede han også Cirkusrevyen, men efter uoverensstemmelser med skuespillerholdet forlod han produktionen kort inden premieren. Senest har han instrueret filmen Lotto fra 2006.
Schrøder var i perioden 2005-2014 teaterdirektør på Vendsyssel Teater, hvor han blandt andet har spillet Jeppe på Bjerget (2005) og Svend, Knud og Valdemar (2006). Han var desuden til 2017 kunstnerisk leder samme sted. 

## Privat
Privat har han siden den 31. juli 1989 været gift med skuespillerinden Susanne Heinrich. Han er desuden far til skuespilleren Mikkel Schrøder Uldal.

## Filmografi

### Film
| År   | Film                            | Rolle                        |
| ---- | ------------------------------- | ---------------------------- |
| 1978 | Honning Måne                    | Jørgen                       |
| 1979 | Krigernes børn                  | Snedkersvend                 |
| 1980 | Lille Virgil og Orla Frøsnapper | Hr. Oskar                    |
| 1980 | Kvindesind                      | Steen, Lenes mand            |
| 1981 | Langturschauffør                | Jens                         |
| 1981 | Gummi-Tarzan                    | Ivans far                    |
| 1983 | Kurt og Valde                   | Bankassistent Johansen       |
| 1984 | Busters verden                  | Busters far                  |
| 1985 | Elise                           | Orkesterleder                |
| 1986 | Mord i mørket                   | bartender Bob                |
| 1986 | Barndommens gade                | Gæst ved Esters konfirmation |
| 1988 | Mord i Paradis                  | bartender Bob                |
| 1988 | Himmel og helvede               | Christian                    |
| 1988 | Rødtotterne og Tyrannos         | Borgmester                   |
| 1989 | En verden til forskel           | Vært                         |
| 1990 | Springflod                      | Hendes far                   |
| 1991 | Krummerne                       | forbryderen Boris            |
| 1991 | Høfeber                         | fabrikant Henriksen          |
| 1992 | Sofie                           | Lægen                        |
| 1992 | Krummerne 2 - Stakkels Krumme   | forbryderen Boris            |
| 1993 | Hjælp - Min datter vil giftes   | Erik                         |
| 1994 | Krummerne 3 - Fars gode idé     | forbryderen Boris            |
| 1995 | Kun en pige                     | musikeren Henriksen          |
| 1999 | Antenneforeningen               | Direktør for antennebutik    |
| 1999 | Klinkevals                      | Knudsen, trykkeriejer        |
| 1999 | Seth                            | Jens                         |
| 2000 | Juliane                         | Knudsen, trykker             |
| 2002 | At kende sandheden              | Knoblau                      |
| 2005 | Dommeren                        | Jens Christians overordnede  |
| 2006 | Drømmen                         | Kordegn                      |
| 2006 | Krummerne - Så er det jul igen  | forbryderen Boris            |
| 2009 | Kærestesorger                   | Arne Vium                    |
| 2009 | Ved Verdens Ende                | Jacobsen                     |

### Tv-serier
| År        | Titel                                     | Rolle                  | Noter  |
| --------- | ----------------------------------------- | ---------------------- | ------ |
| 1990      | Den gode, den onde og den virk'lige sjove | forskellige roller     | satire |
| 1991-1996 | Landsbyen                                 | byggematador Mathissen |        |
| 1994      | Jul i den gamle trædemølle                | revisoren Flemming     |        |
| 1995      | Bryggeren                                 |                        |        |
| 1996-2000 | Madsen & Co                               | Mogens Madsen          |        |
| 2000-2002 | Hotellet                                  |                        |        |
| 2013-2016 | Dicte                                     | Kaiser                 |        |